# Арда (Болгарія)
А́рда (болг. Арда) — село в Смолянській області Болгарії. Входить до складу общини Смолян.

## Населення
За даними перепису населення 2011 року у селі проживали 303 особи, з них 279 осіб (99,3%) — болгари.
Розподіл населення за віком у 2011 році:
Динаміка населення: